# Sergej Jakirović
Sergej Jakirović (Mostar, Bosnia; 23 de diciembre de 1976) es un exfutbolista y entrenador de fútbol bosnio. Actualmente dirige al Hull City.

## Carrera como futbolista
Jakirović jugó en la Primera Liga de Croacia en Neretva, Istra, Kamen Ingrad, NK Zagreb y Rijeka. 

### Selección nacional
Hizo su debut absoluto con Bosnia y Herzegovina en un partido amistoso en agosto de 2005 contra Estonia. En total disputó cinco partidos internacionales sin marcar goles. Su último partido internacional fue un amistoso en febrero de 2006 contra Japón.

## Carrera de entrenador

### Carrera temprana
Entre 2017 y 2018, dirigió al Sesvete en la segunda división de Croacia.
El 20 de junio de 2018, fue nombrado entrenador del Gorica de la Primera Liga croata, al que llevó al quinto lugar en la temporada 2018-19. El 24 de febrero de 2020, tras una derrota por 6-0 ante el Hajduk Split fue despedido por el club.
El 23 de abril de 2020, fue nombrado nuevo entrenador del club esloveno Maribor de la Primera Liga de Eslovenia, en sustitución de Darko Milanič. Fue despedido el 29 de agosto de 2020 después de ser eliminado por el equipo semiprofesional de Irlanda del Norte Coleraine en la primera ronda de clasificación de la UEFA Europa League 2020-21.

### Mostar
El 28 de diciembre de 2020, se convirtió en el nuevo entrenador del Zrinjski Mostar de la Liga Premier de Bosnia y Herzegovina, firmando un contrato de tres años y medio con el club.
En su primer partido al mando, Zrinjski venció al Krupa en un partido de liga el 27 de febrero de 2021. Supervisó su primera derrota como entrenador de Zrinjski en un partido de la Copa de Bosnia contra Sarajevo, jugado el 10 de marzo de 2021.
El 20 de enero de 2022, firmó una extensión de contrato por dos años y medio hasta 2024. Después de vencer al Radnik Bijeljina el 19 de marzo de 2022, Zrinjski rompió el récord de todos los tiempos de la Premier League de Bosnia con 13 victorias consecutivas, superando el récord de todos los tiempos de la Premier League bosnia. récord anterior de 12 victorias establecido por Željezničar en la temporada 2011-12. El 16 de abril de 2022, logró que Zrinjski lograra una victoria por 4-0 contra Sarajevo, logrando el séptimo título de liga récord del club siete jornadas antes del final de la temporada.
Después de ser eliminado de la primera ronda de clasificación de la UEFA Champions League 2022-23 por el Sheriff Tiraspol de Moldavia, Jakirović llevó a Zrinjski a la ronda de play-off de la UEFA Europa Conference League 2022-23, donde fue eliminado por el Slovan Bratislava de Eslovenia tras una tanda de penaltis, perdiendo la oportunidad de jugar en la fase de grupos.
El 29 de noviembre de 2022, la directiva de Zrinjski confirmó que Jakirović había dejado el club, ya que estaba listo para firmar un contrato con el Rijeka de la Primera Liga de Croacia.

### Rijekae
Un día después de que se confirmara su salida de Zrinjski, Jakirović firmó un contrato de dos años y medio con Rijeka con opción a un año más. Hizo su debut el 21 de enero de 2023, cuando Rijeka empató 1-1 contra Osijek.
El 28 de enero, Jakirović ganó su primer partido como entrenador del Rijeka después de una victoria por 2-1 sobre Šibenik. Después de una racha de cuatro victorias consecutivas, sufrió su primera derrota como entrenador del club el 25 de febrero de 2023 en una derrota por 1-0 ante Slaven Belupo. Con Rijeka, Jakirović terminó la temporada en cuarto lugar, clasificándose para la segunda ronda de clasificación de la UEFA Europa Conference League 2023-24. El club eliminó al Dukagjini de Kosovo y al B36 Tórshavn de las Islas Feroe, antes de enfrentarse al Lille de Francia en la ronda de play-off.

### Dinamo Zagreb
El 21 de agosto de 2023, tres días antes de su partido contra el Lille, Jakirović dejó Rijeka y fue nombrado entrenador del Dinamo Zagreb en sustitución de Igor Bišćan.
Jakirović logró su primer partido del Dinamo Zagreb contra el Sparta Praga en la ronda de play-off de la UEFA Europa League, ganando 3-1 en casa el 24 de agosto. Sin embargo, tras una derrota por 4-1 ante el Sparta en el partido de vuelta el 31 de agosto, el Dinamo fue eliminado de la Europa League y continuó jugando en la fase de grupos de la Conference League.El 19 de septiembre de 2024, fue despedido de su cargo tras perder 9-2 ante el Bayern de Múnich.

### Kayserispor
El 28 de enero de 2025, asumió al frente del Kayserispor. Durante su etapa en el club, logró salvarlo del descenso y garantizar un año más su estadía en la Superliga.

### Hull City
El 11 de junio de 2025, dejó su cargo en el equipo turco para asumir al frente del Hull City.

## Vida personal
Nacido en Mostar, Jakirović tiene ciudadanía bosnia y croata. Su padre, Enver, era portero del Neretva.

## Clubes

### Como futbolista
| Club                       | País       | Año       |
| -------------------------- | ---------- | --------- |
| NK Neretva                 | Croacia    | 1995-1996 |
| RNK Split                  | Croacia    | 1996-1998 |
| Spartak Trnava             | Eslovaquia | 1998-1999 |
| NK Istra                   | Croacia    | 1999-2000 |
| Korotan Prevalje           | Eslovenia  | 2000-2002 |
| Kamen Ingrad               | Croacia    | 2002-2004 |
| NK Zagreb                  | Croacia    | 2004-2005 |
| CSKA Sofía                 | Bulgaria   | 2005-2007 |
| ASKÖ Pasching              | Austria    | 2007      |
| Rijeka                     | Croacia    | 2007-2007 |
| SK Austria Kärnten         | Austria    | 2008-2009 |
| Austria Kärnten II         | Austria    | 2008      |
| SV Spittal / Drau (cedido) | Austria    | 2009      |
| Austria Carintia II        | Austria    | 2009      |
| Lučko                      | Croacia    | 2010      |
| NK Radnik Sesvete          | Croacia    | 2010-2011 |
| Sloga Gredelj Zagreb       | Croacia    | 2011      |
| NK Dugo Selo               | Croacia    | 2011-2013 |
| NK Sesvete                 | Croacia    | 2013-2014 |
| Dugo Selo                  | Croacia    | 2014      |
| Matija Gubec               | Croacia    | 2015-2016 |

### Como entrenador
| Club          | País                 | Año           |
| ------------- | -------------------- | ------------- |
| NK Sesvete    | Croacia              | 2017-2018     |
| HNK Gorica    | Croacia              | 2018-2020     |
| NK Maribor    | Eslovenia            | 2020          |
| Mostar        | Bosnia y Herzegovina | 2020-2022     |
| HNK Rijeka    | Croacia              | 2022-2023     |
| Dinamo Zagreb | Croacia              | 2023-2024     |
| Kayserispor   | Turquía              | 2025          |
| Hull City     | Inglaterra           | 2025-presente |

## Palmarés

### Como futbolista
| Torneo                | Club           | País       | Año     |
| --------------------- | -------------- | ---------- | ------- |
| Copa de Eslovaquia    | Spartak Trnava | Eslovaquia | 1997-98 |
| Copa de Bulgaria      | CSKA Sofía     | Bulgaria   | 2005-06 |
| Supercopa de Bulgaria | CSKA Sofía     | Bulgaria   | 2006    |

### Como entrenador
| Título                               | Club            | País                 | Año     |
| ------------------------------------ | --------------- | -------------------- | ------- |
| Liga Premier de Bosnia y Herzegovina | Zrinjski Mostar | Bosnia y Herzegovina | 2021-22 |
| Primera Liga de Croacia              | Dinamo Zagreb   | Croacia              | 2023-24 |
| Copa de Croacia                      | Dinamo Zagreb   | Croacia              | 2023-24 |